# Embassy Pictures
Embassy Pictures est une société de production et de distribution de cinéma et de télévision indépendante américaine fondée en 1942 à Los Angeles et disparue en 1986. 
Elle a distribué ou produit des films comme Godzilla, King of the Monsters!, Le Lauréat, Les Producteurs, Le Lion en hiver, Ce plaisir qu'on dit charnel, Portier de nuit, La Folle Escapade, Phantasm, Fog, Le Bal de l'horreur, Scanners, Hurlements, New York 1997 ou encore Spinal Tap.

## Historique

### Fondation
La société est fondée en 1942 par Joseph E. Levine, originellement pour distribuer des films étrangers aux États-Unis. Elle commence la production audiovisuelle en 1945 en coproduisant avec Maxwell Finn le documentaire Gaslight Follies, une compilation de films silencieux narrés par Ben Grauer.

### Succès
Embassy Pictures trouve le succès en 1956 en important le film japonais Godzilla au public américain (dans une version remontée), acquérant les droits pour 12 000 $, dépensant un total de 400 000 $ de promotion autour du film sous le titre de Godzilla, King of the Monsters!, et récoltant un total d'un million de dollars au box office. Les dirigeants concluent ensuite un marché de 100 000 $ pour importer le film franco-italien Attila, fléau de Dieu en 1958, dépensant 600 000 $ pour la promotion et remportant plus de deux millions de dollars de bénéfice. Le point culminant intervient l'année suivante avec Les Travaux d'Hercule avec Steve Reeves et distribué par Warner Bros.. Joseph Levine investit un total de 120 000 $ en doublage et en effet sonore et dépense plus de 1,25 million de dollar en publicité. Il s'agit d'un des plus grands succès du cinéma de l'année, faisant un profit de plus de 4,7 millions de dollars.

## Filmographie
- 1945 : Gaslight Follies d'Albert Herman et Travers Vale
- 1948 : Musique dans les ténèbres d'Ingmar Bergman
- 1949 : La Prison d'Ingmar Bergman
- 1954 : Attila, fléau de Dieu de Pietro Francisci
- 1954 : Les Sept Samouraïs d'Akira Kurosawa
- 1954 : Godzilla d'Ishirō Honda
- 1956 : Une fée… pas comme les autres de Jean Tourane
- 1958 : Les Travaux d'Hercule de Pietro Francisci
- 1958 : L'Esclave d'Orient de Mario Bonnard
- 1959 : Jack l'Éventreur de Robert S. Baker et Monty Berman
- 1959 : Hercule et la Reine de Lydie de Pietro Francisci et Mario Bava
- 1960 : Le Bel Antonio de Mauro Bolognini
- 1960 : L'Ours d'Edmond Séchan
- 1960 : Larmes de joie de Mario Monicelli
- 1960 : Robin des Bois et les Pirates de Giorgio Simonelli
- 1960 : La ciociara de Vittorio De Sica
- 1960 : David et Goliath
- 1960 : Le Conquérant de l'Orient
- 1961 : Le Ciel et la Boue
- 1961 : L'Atlantide
- 1961 : Mission ultra-secrète
- 1961 : Les Mille et Une Nuits
- 1961 : Le Miracle des loups
- 1961 : Pas d'amour pour Johnny
- 1961 : Les Trois Mousquetaires
- 1961 : Constantin le Grand
- 1961 : Divorce à l'italienne
- 1961 : Madame Sans-Gêne
- 1961 : Les Sept Péchés capitaux
- 1961 : Le Mauvais Chemin
- 1961 : Les Pirates de la nuit
- 1961 : Ivan le conquérant
- 1961 : Le Triomphe de Maciste
- 1962 : Le crime ne paie pas
- 1962 : L'Amour à vingt ans
- 1962 : Boccace 70
- 1962 : Cartouche
- 1962 : Un dimanche d'été
- 1962 : Long Voyage vers la nuit
- 1962 : La Vengeance du colosse
- 1962 : Le Fanfaron
- 1962 : Le Tigre des mers
- 1962 : Elle est terrible
- 1963 : La Femme à travers le monde
- 1963 : L'Opéra de quat'sous
- 1963 : Landru
- 1963 : Les Saintes Nitouches
- 1963 : Huit et demi
- 1963 : Hercule contre Moloch
- 1963 : Hercule, le Héros de Babylone
- 1963 : L'Honorable Stanislas, agent secret
- 1963 : Hier, aujourd'hui et demain
- 1963 : Le Lion de Saint-Marc
- 1963 : Scaramouche
- 1963 : Le Mépris
- 1963 : Le Lit conjugal
- 1963 : Le Succès (Il successo) de Dino Risi et Mauro Morassi
- 1963 : La noia
- 1964 : Le Mari de la femme à barbe
- 1964-1965 : The Edgar Wallace Mystery Theatre (6 épisodes)
- 1964 : Les Ambitieux
- 1964 : La Maison de madame Adler
- 1964 : L'Idée fixe
- 1964 : Hélène, reine de Troie
- 1964 : Maciste et les Cent Gladiateurs
- 1964 : Mariage à l'italienne
- 1964 : Le Brigand de la steppe
- 1964 : Le Père Noël contre les Martiens (Santa Claus Conquers the Martians) de Nicholas Webster
- 1964 : Parlons femmes
- 1964 : Rivalités
- 1964 : Zoulou de Cyril R. Endfield
- 1964 : Les Cent Cavaliers
- 1964 : Dingaka, le sorcier
- 1964 : Le Colosse de Rome
- 1964 : Maciste dans les mines du roi Salomon
- 1964 : Hercule l'invincible
- 1965 : Chasseur de primes
- 1965 : Darling chérie
- 1965 : La Dixième Victime
- 1965 : Furia à Bahia pour OSS 117
- 1965 : Harlow, la blonde platine
- 1965 : Licensed to Kill
- 1965 : Un pistolet pour Ringo
- 1965 : Le Glas du hors-la-loi
- 1965 : Village of the Giants
- 1965 : John F. Kennedy: Years of Lightning, Day of Drums
- 1965 : Les Forcenés
- 1966 : The Daydreamer
- 1966 : Jeunes gens en colère
- 1966 : Jesse James Meets Frankenstein's Daughter
- 1966 : A Man Called Adam
- 1966 : Nevada Smith
- 1966 : La Statue en or massif
- 1966 : Romeo and Juliet
- 1966 : Spara forte, più forte... non capisco
- 1966 : Tendre Voyou
- 1967 : Gros coup à Pampelune
- 1967 : Les Cruels
- 1967 : El Chuncho
- 1967 : Le Lauréat
- 1967 : Mad Monster Party?
- 1967 : Trois milliards d'un coup
- 1967 : The Terrornauts
- 1967 : They Came from Beyond Space
- 1967 : Ti ho sposato per allegria
- 1967 : L'Homme à la Ferrari
- 1967 : Sept fois femme
- 1967 : Les Producteurs
- 1968 : Le Lion en hiver
- 1968 : La Prisonnière
- 1968 : Suède, enfer et paradis
- 1968 : Merci ma tante
- 1969 : Génération
- 1969 : Baby Love
- 1969 : La Piscine
- 1969 : Stiletto
- 1969 : Douze et un
- 1970 : Les Derniers Aventuriers
- 1970 : Le Passager de la pluie
- 1970 : La Promesse de l'aube
- 1970 : On l'appelle Trinita
- 1970 : La Route de Salina
- 1970 : Les Fleurs du soleil
- 1970 : Macho Callahan
- 1970 : Soldat bleu
- 1970 : Bloomfield
- 1970 : Monique
- 1971 : Ce plaisir qu'on dit charnel
- 1971 : Confession d'un commissaire de police au procureur de la république
- 1971 : Slalom aquatique
- 1971 : Le Corrupteur
- 1971 : On continue à l'appeler Trinita
- 1972 : Roi, Dame, Valet
- 1972 : Maintenant, on l'appelle Plata
- 1972 : Dieu et mon droit
- 1972 : Meurtre au soleil
- 1972 : Quoi ?
- 1972 : Arruza
- 1972 : Doomwatch
- 1973 : Le Serpent
- 1973 : La Fureur d'un flic
- 1973 : Terreur dans la nuit
- 1973 : Les Hommes
- 1973 : La Bonne Année
- 1973 : Le Jour du dauphin
- 1973 : Une maîtresse dans les bras, une femme sur le dos
- 1973 : Lucky Luciano
- 1974 : Identikit
- 1974 : Top Secret
- 1974 : Dix Petits Nègres
- 1974 : Verdict
- 1974 : The Photographer
- 1974 : L'Antéchrist
- 1974 : La Tour des monstres
- 1974 : Portier de nuit
- 1974 : Toute une vie
- 1974 : Un dénommé Mister Shatter
- 1975 : The Old Curiosity Shop (en) de Michael Tuchner
- 1975 : La Trahison
- 1975 : Farewell, My Love
- 1975 : L'Île du maître
- 1976 : La Grande Débandade
- 1976 : The Premonition
- 1976 : Le marin qui abandonna la mer
- 1976 : Tir à vue
- 1976 : Le Pont de Cassandra
- 1976 : Pipe Dreams
- 1976 : Le Voyage des damnés
- 1977 : Croix de fer
- 1977 : La Théorie des dominos
- 1978 : Cri de femmes
- 1978 : Le Faiseur d'épouvantes
- 1978 : La Folle Escapade
- 1978 : Le Merdier
- 1978 : Le Cercle de fer
- 1979 : Cité en feu
- 1979 : Terreur sur la ligne
- 1979 : The Bell Jar
- 1979 : De l'or au bout de la piste
- 1979 : Meurtre par décret
- 1979 : Tueurs de flics
- 1979 : Phantasm
- 1979 : Qui a tué le président ?
- 1980 : Revanche à Baltimore
- 1980 : Cabo Blanco
- 1980 : Jeux d'espions
- 1980 : Jeux érotiques de nuit
- 1980 : Le Bateau de la mort
- 1980 : Le Droit de tuer
- 1980 : Fog
- 1980 : Le Bal de l'horreur
- 1980 : Un drôle de flic
- 1981 : Bandits, bandits
- 1981 : Fear No Evil
- 1981 : Hurlements
- 1981 : Déviation mortelle
- 1981 : Tulips
- 1981 : Scanners
- 1981 : Réincarnations
- 1981 : New York 1997
- 1981 : Dent pour dent
- 1981 : Ça passe ou ça casse (en) (Take This Job and Shove It) de Gus Trikonis
- 1982 : La Malédiction de l'île aux chiens (Humongous) de Paul Lynch
- 1982 : À armes égales (The Challenge) de John Frankenheimer
- 1982 : Enigma de Jeannot Szwarc
- 1982 : Fanny et Alexandre d'Ingmar Bergman
- 1982 : Rolling Stones (Let's Spend the Night Together) de Hal Ashby
- 1982 : Paradis (Paradise) de Stuart Gillard
- 1982 : Parasite de Charles Band
- 1982 : The Plague Dogs de Martin Rosen
- 1982 : Le Soldat (The Soldier) de James Glickenhaus
- 1982 : La Créature du marais (Swamp Thing) de Wes Craven
- 1982 : La Descente aux enfers (Vice Squad) de Gary Sherman
- 1983 : Get Crazy d'Allan Arkush
- 1983 : Hysterical de Chris Bearde (en)
- 1983 : American Teenagers (Losin' It) de Curtis Hanson
- 1984 : Spinal Tap (This Is Spinal Tap) de Rob Reiner
- 1985 : Chorus Line (A Chorus Line) de Richard Attenborough
- 1985 : Mort sur le grill (Crimewave) de Sam Raimi
- 1985 : La Forêt d'émeraude(The Emerald Forest) de John Boorman
- 1985 : Garçon choc pour nana chic de Rob Reiner